# Dariusz Trudnowski
Dariusz Trudnowski (ur. 10 sierpnia 1971) – polski lekkoatleta, specjalizujący się w biegach średniodystansowych.

## Osiągnięcia
- Mistrzostwa Polski seniorów w lekkoatletyce
  - Warszawa 1992 – srebrny medal w biegu na 800 m

## Rekordy życiowe
- bieg na 800 metrów
  - stadion – 1:48,44 (Warszawa 1991)